# Utaetus
Utaetus és un gènere extint de mamífers cingulats de la família dels dasipòdids que visqueren a Sud-amèrica durant l'Eocè. Se n'han trobat restes fòssils a l'Argentina i el Brasil. L'espècie U. buccatus és l'armadillo més antic que es coneix a partir de material raonablement complet. A diferència dels seus parents moderns, els representants d'aquest grup tenien la part dura de la cuirassa limitada a l'esquena i conservaven l'esmalt dental. El nom genèric Utaetus és un anagrama d'Eutatus, el nom d'un parent proper seu.